# Klaus Lindenberger
Klaus Lindenberger (ur. 28 maja 1957 w Linzu) – piłkarz austriacki grający na pozycji bramkarza.

## Kariera klubowa
Karierę piłkarską Lindenberger rozpoczął w amatorskim SV Bad-Hall. Następnie grał w rodzinnym Linzu, w klubie LASK Linz. W 1979 roku zadebiutował w jego barwach w austriackiej Bundeslidze i w swoim debiutanckim sezonie stał się pierwszym bramkarzem zespołu. Do 1988 roku pełnił rolę pierwszego bramkarza LASK i łącznie w barwach tego klubu rozegrał 283 ligowe spotkania.
Latem 1988 Lindenberger zmienił klub i przeszedł do FC Swarovskiego Tirol z Innsbrucka, w którym zastąpił w bramce Jugosłowianina Tomislava Ivkovicia. W 1989 roku wywalczył ze Swarovskim zarówno mistrzostwo Austrii, jak i Puchar Austrii. Rok później po raz drugi i ostatni został mistrzem kraju. W barwach Swarovskiego przez 3 lata rozegrał 89 meczów.
W 1991 roku Lindenberger został golkiperem FC Stahl Linz, beniaminka Bundesligi. Grał w nim przez 2 lata, a w 1993 roku odszedł do amatorskiego Eintrachtu Wels, w barwach którego zakończył karierę w 1997 roku.
| Sezon   | Klub               | Kraj    | Rozgrywki  | Mecze | Bramki |
| ------- | ------------------ | ------- | ---------- | ----- | ------ |
| 1979/80 | LASK Linz          | Austria | Bundesliga | 36    | 0      |
| 1980/81 | LASK Linz          | Austria | Bundesliga | 36    | 0      |
| 1981/82 | LASK Linz          | Austria | Bundesliga | 36    | 0      |
| 1982/83 | LASK Linz          | Austria | Bundesliga | 29    | 0      |
| 1983/84 | LASK Linz          | Austria | Bundesliga | 28    | 0      |
| 1984/85 | LASK Linz          | Austria | Bundesliga | 30    | 0      |
| 1985/86 | LASK Linz          | Austria | Bundesliga | 30    | 0      |
| 1986/87 | LASK Linz          | Austria | Bundesliga | 36    | 0      |
| 1987/88 | LASK Linz          | Austria | Bundesliga | 22    | 0      |
| 1988/89 | FC Swarovski Tirol | Austria | Bundesliga | 36    | 0      |
| 1989/90 | FC Swarovski Tirol | Austria | Bundesliga | 36    | 0      |
| 1990/91 | FC Swarovski Tirol | Austria | Bundesliga | 17    | 0      |
| 1991/92 | FC Stahl Linz      | Austria | Bundesliga | 36    | 0      |
| 1992/93 | FC Stahl Linz      | Austria | Bundesliga | 22    | 0      |
| 1993/94 | Eintracht Wels     | Austria | Landesliga | ?     | 0      |
| 1994/95 | Eintracht Wels     | Austria | Landesliga | ?     | 0      |
| 1995/96 | Eintracht Wels     | Austria | Landesliga | ?     | 0      |
| 1996/97 | Eintracht Wels     | Austria | Landesliga | ?     | 0      |

## Kariera reprezentacyjna
W reprezentacji Austrii Lindenberger zadebiutował 28 kwietnia 1982 roku w wygranym 2:1 towarzyskim spotkaniu z Czechosłowacją. W tym samym roku został powołany do kadry na Mistrzostwa Świata w Hiszpanii. Tam był rezerwowym bramkarzem dla Friedricha Koncilii i nie wystąpił w żadnym spotkaniu. Natomiast w 1990 roku na Mundialu we Włoszech był podstawowym golkiperem Austrii i wystąpił w 3 spotkaniach grupowych: z Włochami (0:1), Czechosłowacją (0:1) i ze Stanami Zjednoczonymi (2:1). Od 1982 do 1990 roku rozegrał w kadrze narodowej 43 spotkania.